# Pietro de' Natali
Pietro de' Natali (o anche Pietro Nadal, in latino Petrus de Natalibus; Venezia, 1330 circa – prima dell'8 marzo 1406) è stato un vescovo cattolico e umanista italiano.

## Origini e formazione
Era figlio, probabilmente primogenito, dello speziale Ungaro (o Ungarello) di Giovanni e di Marina (o Marinuccia). Dai testamenti dei familiari sappiamo che aveva altri tre fratelli (Marco, Francesco e Giovanni Girolamo) e una sorella (Giovanna). Francesco, in particolare, nel 1366 fu nominato ufficiale soprastante al lido di Pellestrina, mentre Giovanni Girolamo, impiegato nella cancelleria, partecipò al preumanesimo veneziano e scrisse la Leandreride, un poemetto sul mito di Ero e Leandro.
Benché facessero parte ceto patrizio, i Natali non godevano di una situazione economica rosea: nel 1327 il padre, che conduceva, in società con due chioggiotti, alcuni mulini nei dintorni di Cavarzere, fece fallimento e venne incarcerato; la vertenza che ne seguì si concluse solo nel 1342, con sentenza sfavorevole alla moglie. Per questo motivo, Pietro fu costretto sin dalla più giovane età a svolgere alcune mansioni retribuite (advocator Curie nobilium nel 1341, pesator ad monetam nel 1343, esattore dei dazi sulle merci e sui contratti - in sostituzione del padre - nel 1348), ma ciò non interferì sulla propria formazione umanistica.

## Carriera ecclesiastica
Intraprese, quindi, una rapida carriera ecclesiastica nell'ambito della diocesi di Castello. Nel 1367 si candidò alla cattedra di Torcello, ma non venne eletto; ritentò anche l'anno dopo con l'arcidiocesi di Candia, ma nemmeno in questo caso ebbe successo. Il 5 luglio 1370, finalmente, venne eletto vescovo di Equilio.
Unico episodio significativo del suo vescovato fu uno scandalo che ne minò gravemente la reputazione. Il 2 maggio 1382 il Senato venne informato dal patriarca di Grado, dal quale dipendeva Equilio, che il Natali si era introdotto in un monastero femminile di Venezia nascosto in un baule e che, chiamato a discolparsi presso la Santa Sede, intendeva invece mettere in dubbio l'attendibilità dello stesso patriarca. Evidentemente la sentenza fu favorevole al Natali che nel 1400 risultava ancora titolare della sede equiliense.

## Attività letteraria
La presenza del fratello Giovanni Girolamo nella cancelleria del doge Andrea Dandolo lo mise presto in contatto con gli ambienti preumanistici. Vanno ricordati, in particolare, i rapporti con Paolo de Bernardo che ricordava il Natali come pater optimus et dominus percolendus.
A questo periodo risale il Poema de pace inter Alexandrum III et Fridericum I imperatorem anno 1177 Venetiis habita, un componimento in lingua italiana pervenuto acefalo. L'opera rivela come l'autore fosse un conoscitore di Dante ed è esemplare il suo richiamo alla latinità classica, secondo una tendenza che cominciava a radicarsi negli ambienti veneziani grazie allo sprone di Francesco Petrarca.
Proprio con il Petrarca, pare, il Natali avrebbe intrattenuto qualche relazione, probabilmente grazie alla mediazione del Bernardo. Tra le Epistole Variae del letterato aretino si trova anche una lettera attribuita al vescovo di Equilio dal contenuto curioso quanto ingegnoso: le parole del testo, lette al rovescio dall'ultima alla prima, restituiscono un significato del tutto contrario a quello originale.
Il lavoro più importante del Natali è però il Catalogus sanctorum et gestorum eorum, redatto, secondo quanto dichiara egli stesso, dal 1369 al 1372. Si tratta di un'enciclopedia in dodici libri (allusione ai dodici apostoli) che contiene 1589 brevi agiografie, sul modello del Legendarium di Pietro Calò. Grazie alla sua universalità e alla concisione delle singole voci, il Catalogus ebbe inizialmente grande fortuna, ma nei secoli successivi, in particolare con il bollandista Daniel Papebroch (1696), fu screditato poiché ritenuto privo di valore storiografico.
Certamente suo è anche un opuscolo intitolato - forse - De reliquiis veneratis in ecclesiis Venetiae civitatis e contenuto, quale complemento, in uno dei due manoscritti che tramandano il Catalogus. Si tratta di un inventario di reliquie conservate a Venezia, il più antico nel suo genere.